# Hermann von Stutterheim (Jurist, 1887)
Hermann Richard Karl Ludwig Franz von Stutterheim (* 21. November 1887 in Braunschweig; † 6. April 1959 in Lauingen, Kreis Helmstedt) war ein deutscher Jurist und Ministerialbeamter.

## Leben
Der Sohn des gleichnamigen Landgerichtsdirektors in Braunschweig Hermann von Stutterheim (1843–1909) studierte Rechtswissenschaft und wurde 1911 Gerichtsreferendar. Als Artillerie-Reserveoffizier der preußischen Garde nahm er von 1914 bis 1918 am Ersten Weltkrieg teil und war zuletzt Hauptmann. Zwischenzeitlich legte er 1917 das juristische Assessorexamen ab. Im Jahre 1919 wurde er oberer Hilfsbeamter in der braunschweigischen Landesverwaltung. Von 1920 bis 1934 war er in Berlin als Legationsrat und stellvertretender Reichsratsbevollmächtigter für die Länder Braunschweig und Anhalt tätig.
Seit dem 1. März 1934 war er persönlicher Referent des Chefs der Reichskanzlei, Hans Lammers. Er wurde 1937 zum Reichskabinettsrat ernannt. Von Adolf Hitler erhielt er 1943 eine monatliche Schenkung von 600 Reichsmark. Laut Lammers’ Aussagen aus dem Jahre 1961 konzipierte von Stutterheim einen Gesetzesentwurf zur Legalisierung der nationalsozialistischen Krankenmorde.

## Werk
- Die Reichskanzlei. in: Schriften zum Staatsaufbau. Heft 45. Junker u. Dünnhaupt, Berlin 1940, DNB 362851190